# Wettkampfarzt
Der Wettkampfarzt ist der für die medizinische Absicherung eines sportlichen Wettbewerbs vom Veranstalter oder Ausrichter  verantwortlich eingesetzte Mediziner. Er ist in dieser Eigenschaft Mitglied der Organisationskomitees, der Wettkampfleitung bzw. der benannten Ordnungsdienstes der jeweiligen Veranstaltung. Diese Funktion setzt fundierte allgemeinmedizinische Kenntnisse, eine sportmedizinische Qualifikation und evtl. eigene sportliche Erfahrungen voraus. 

## Sportartenspezifik
Die  unterschiedlichen Anforderungen einzelner Sportarten an die medizinische Betreuung sind in den Wettkampfbestimmungen bzw. im Regelwerk der Sportverbände festgelegt. Einzelne Sportverbände setzen für den Einsatz als Wettkampfarzt bestimmte Qualifikationen voraus (Approbation, Facharzt, Zusatzbezeichnung Sportmedizin, Fachkunde Rettungsdienst).
Im Regelwerk der Sportarten finden sich spezielle Bezeichnungen für den verantwortlichen Wettkampfarzt. So ist er beim Boxen der Ringarzt, beim Ringen und Judo der Mattenarzt,  beim Motorsport sowie Bob- und Rennschlittensport der Rennarzt, in den Wasserfahrsportarten der Regattaarzt, beim Bahnradsport und in der Leichtathletik der Bahnarzt (für Frauenwettkämpfe sollte möglichst auch eine Bahnärztin zur Verfügung stehen), beim Pferdesport der Turnierarzt (für die veterinärmedizinische Betreuung ist es der Schautierarzt), im alpinen Rennsport ist er der Chef des medizinischen Personals an der Wettkampfstätte (in der Schweiz: Chef der Sanität).

## Funktionen und Aufgaben des Wettkampfarztes
Im Rahmen des jeweiligen Wettbewerbs entscheidet der offizielle Wettkampfarzt über die Fragen des Gesundheitsschutzes, nimmt Einfluss auf Sicherheitsfragen der Sportausübung, führt erforderliche Vorstartkontrollen durch, leitet die notwendigen Maßnahmen im Erkrankungs- und Verletzungsfall ein und beurteilt die weitere Teilnahmemöglichkeit verletzter Wettkämpfer.
In Erfüllung dieser Aufgaben hat der offizielle Wettkampfarzt die organisatorische und fachliche Leitung  des eingesetzten Sanitätspersonals. Verlautbarungen, Meldungen und Einschätzungen im Ablauf der Wettkämpfe sind mit dem benannten Wettkampfarzt abzustimmen.
Der medizinische Einsatz in der sportlichen Arena hat folgenden Besonderheiten Rechnung zu tragen:
- Die Hilfeleistung kann sich unter den Augen einer breiten Öffentlichkeit notwendig machen (Publikum an der Wettkampfstätte, Presse, Rundfunk und Fernsehen)
- Es wird hinsichtlich der Wiederherstellung der Wettkampffähigkeit das äußerst Mögliche erwartet und gefordert
- Simulation bestimmter Zustände nach Fouls des Gegners zur Erreichung eines eigenen Vorteils  muss in Rechnung gestellt werden (z. B. Ballspiele, Zweikampfsportarten)
- jedes verabfolgte Medikament im Rahmen einer notwendigen Behandlung muss mit der geltenden Dopingmittelliste[3] abgestimmt sein. Alle verwendeten Substanzen müssen dokumentiert und gemeldet werden

## Einsatztaktik
Der Dienstantritt hat sich an den Aufwärm- und Vorbereitungszeiten sowie an eventuell notwendig werdenden Vorstartkontrollen zu orientieren.
Schritte bei Dienstantritt an der Wettkampfstätte:
- Meldung beim Wettkampfleiter bzw. im Organisationsbüro
- Kontaktaufnahme und Einweisung des weiteren Gesundheitspersonals
- Anzeigen der Dienstbereitschaft

Die Stationierung der medizinischen Kräfte hat so zu erfolgen, dass schneller Zugang bei notwendiger Hilfeleistung gewährleistet ist, ohne dass der Wettkampfablauf gestört oder die medizinische Präsenz vordergründiger als nötig demonstriert wird.
Die Einsatzzeit ist so zu bemessen, dass der medizinische Dienst nach Veranstaltungsschluss noch einsatzbereit ist. Die Sportstätte ist erst nach Vergewisserung, dass keine medizinische Versorgungsbedürftigkeit mehr vorliegt und nach Abmeldung bei der  Wettkampfleitung zu verlassen.
Jede erfolgte medizinische Hilfeleistung im Rahmen der Wettkämpfe ist schriftlich zu dokumentieren, insbesondere bei Verletzungen und Erkrankungen, die wegen Art und Schwere Weiterbehandlungen erfordern oder Spätschäden erwarten lassen. Die entsprechenden Unterlagen sind in der Praxis des eingesetzten Arztes aufzubewahren. Sie werden nicht selten wichtige Anhaltspunkte für spätere Begutachtungen.

## Rechtliche Grundlagen
Für den Einsatz im sportlichen Wettkampf gelten die Grundsätze ärztlichen und ethischen Handelns. Die geltenden Berufspflichten des Arztes beziehen sich dabei ebenso auf die Fragen des Arzt-Patienten-Vertrags, der Patientenaufklärung, der Einwilligung zu einem Eingriff, der Sorgfaltspflicht, Beachtung der Meldepflichten und der Schweigepflicht (verantwortungsbewusster Kontakt zu den Medien!).
Der Wettkampfarzt hat keine dem entgegenlaufenden Forderungen der Sportoffiziellen entgegenzunehmen. Das gilt auch für die in der sportlichen Öffentlichkeit problematischen Probleme der ärztlichen Schweigepflicht.
Versicherungsrechtlich ist hinsichtlich einer eventuellen Haftpflicht zu beachten, dass die allgemeine ärztliche Berufshaftpflicht wettkampfärztliche Tätigkeit im Allgemeinen nicht mit absichert. Hier sind seitens des Arztes oder des einsetzenden Veranstalters Zusatzversicherungen abzuschließen.